# Lyons (Nebraska)
Lyons è un comune degli Stati Uniti d'America, situato in Nebraska, nella contea di Burt.